# Tanya Monro
Tanya Mary Monro es una profesora becaria de la Academia Australiana de Ciencias Tecnológicas e Ingeniería, es profesora adjunta de física en la Universidad de Adelaida. (Bankstown, 1973) es una física australiana, galardonada y conocida por su trabajo en fotónica. Actualmente es Vicerrectora de Investigación e Innovación (DVCR&I) en la Universidad de Australia Meridional, y es miembro de ARC Georgina Sweet Laureate Fellow. Fue la presidenta inaugural de fotónica, la directora inaugural del Centro de Excelencia ARC para la Biofotónica a Nanoescala y la directora inaugural del Instituto de Fotónica y Sensores Avanzados (IPAS), así como también la directora inaugural del Centro de Especialización en Fotónica (CoEP) de la Facultad de Química y Física de la Universidad de Adelaida, —ahora conocida como la Escuela de Ciencias Físicas—. 
Entre sus funciones externas figuran la de miembro del Consejo Científico del Commonwealth del Primer Ministro de Australia, del Consejo de Administración de la CSIRO, del South Australian Economic Development Board, en la que preside la subcomisión de Artes y la junta directiva de Defence SA.
El 24 de enero de 2019 se anunció que Monro asumirá el cargo de Jefe Científico de Defensa a partir de marzo de 2019, la primera mujer en este cargo.

## Educación
Monro obtuvo un título de Bachiller universitario en ciencias con honores de primera clase en 1995. seguido de un PhD en 1998 de la Universidad de Sídney para la investigación sobre guía de ondas. Monro atribuye a una maestra de la Sydney Girls Grammar School el haber inspirado su interés en la física.

## Carrera e investigación
De 1998 a 2004, Monro fue becaria de la Royal Society University Research Fellowship en el Optoelectronics Research Centre (ORC) de la Universidad de Southampton. Se incorporó a la Universidad de Adelaida en 2005 como presidenta inaugural de la cátedra de fotónica y directora del Centre of Expertise in Photonics (CoEP) de la Escuela de Química y Física, en colaboración con DSTO y el Gobierno del Estado de Sudáfrica. Desde entonces y mientras estuvo en la Universidad de Adelaida, ha sido: Miembro de la Federación ARC; Director del Instituto de Fotónica y Sensores Avanzados (IPAS), y la Directora del Centro de Excelencia en Biofotónica a Nanoescala ARC de la Universidad de Adelaida. Desde 2014 es vicerrectora y vicepresidenta de Investigación e Innovación de la Universidad de Australia Meridional.

### Publicaciones
Monro ha publicado más de 4 capítulos de libros y 600 artículos, incluyendo artículos de revistas arbitradas y artículos de conferencias,  lo que ha llevado a más de 13.000 citas en revistas y actas de conferencias arbitradas. Monro también ha registrado 18 patentes de familias.

### Honores y premios
- Beattie Steel Medal 2015, Australian Optical Society
- 2013–18 ARC Georgina Sweet Laureate Fellowship
- Medalla Pawsey 2012[16]
- Scopus Joven Investigador del Año 2011, Ciencias Físicas, Australia
- Premio Eureka 2011 para el liderazgo científico, finalista
- 2011 Seleccionado por la Academia de Ciencias de Australia para dirigir una serie de oradores en la región europea.
- 2011 Australiano del año, Australia del Sur
- 2010. Mujer de negocios del año 2010 de Telstra, categoría de comunidad y gobierno de páginas blancas (ganador nacional y australiano del sur)
- Ganador del 2010, categoría de Ciencia, Premios del Sur de Australia del Año.
- Científico australiano del año 2010
- Premio Malcolm McIntosh para el científico físico del año 2008 del primer ministro
- 2007–08 Recibió la Gira de conferencias Mujeres en la física (Instituto Australiano de Física)[17]
- Premio Rising Star 2007, "Top 50" de Australia Meridional en todos los campos menores de 35 años
- Premio Bright Spark 2006 (para las 10 mejores mentes científicas de Australia menores de 45 años - Cosmos Magazine).[17]
- 2005 Cátedra inaugural de fotónica.
- 2000 Royal Society University Research Fellowship.[18][17]
- 1998 Eleanor Sophia Wood Travelling Fellowship.[17]
- 1998 La Medalla de Oro Bragg a la Excelencia en Física por la mejor tesis doctoral realizada por un estudiante de una universidad australiana.[17]

### Asociaciones profesionales
- Miembro, Optical Society of America (FOSA)
- Miembro, Australian Academy of Science (FAA)[19]
- Bragg Fellow, RI Aus (Royal Institution Australia)
- Miembro, ATSE (FTSE)[19]

## Vida personal
Monro se crio en el suburbio de Bankstown en Sídney. Es exalumna del National Youth Science Forum, un campamento selectivo para jóvenes en la Universidad Nacional de Australia para líderes potenciales en ciencia. Se casó con David en 1995. Se mudaron a Inglaterra en 1998. Tienen tres hijos, el primero de ellos nacido en 2003, seguido de dos gemelos nacidos en 2006. Monro is a science fiction fan, and plays cello in the Burnside Symphony Orchestra.